# ウィル・バイナム
ウィル・バイナムことウィリアム・バイナム（William "Will" Bynum, 1983年1月4日 - ）は、アメリカ合衆国イリノイ州シカゴ出身のバスケットボール選手。ポジションはPG。

## 学生時代
高校卒業後、アリゾナ大学に進学。2年生終了後、ジョージア工科大学に転校した。

## プロキャリア
2005年のNBAドラフトにエントリーしたが、どのチームからも指名はされなかった。その後、ボストン・セルティックスと契約するも、シーズン開幕前に解雇された。2005-06シーズンはNBADLのロアノーク・ダズルに所属し、その年のDリーグ新人王を受賞した。
シーズン終了後、イスラエルの強豪マッカビ・テルアビブに移籍し、そこで2年間プレイした。
2008-09シーズンから再びNBAに戻り、デトロイト・ピストンズに所属し、ロドニー・スタッキーの控えとしてプレイ。ピストンズ2年目を迎えた2009-10シーズンは、平均10得点4.5アシストを記録し、不振のチーム状態の中で存在感を見せた。2010年3月12日のワシントン・ウィザーズ戦では、アイザイア・トーマス以来となる、1試合20アシストを記録した。

## プレイスタイル
183cmの小柄ながら当たりが強く、ドライブインからの攻撃を得意とする。また、ジャンプ力が非常に高く、迫力のあるワンハンドダンクを決める事ができる。

## 人物
- 2021年10月7日、NBAの健康福祉給付制度で給付金を搾取したとして、ニューヨーク南部地区で、テレンス・ウィリアムス（英語版）、グレン・デイビス、シャノン・ブラウンら、元NBAプレーヤー17人と共に、保険金詐欺の罪で起訴された[1][2]。